# ذيل المذنب

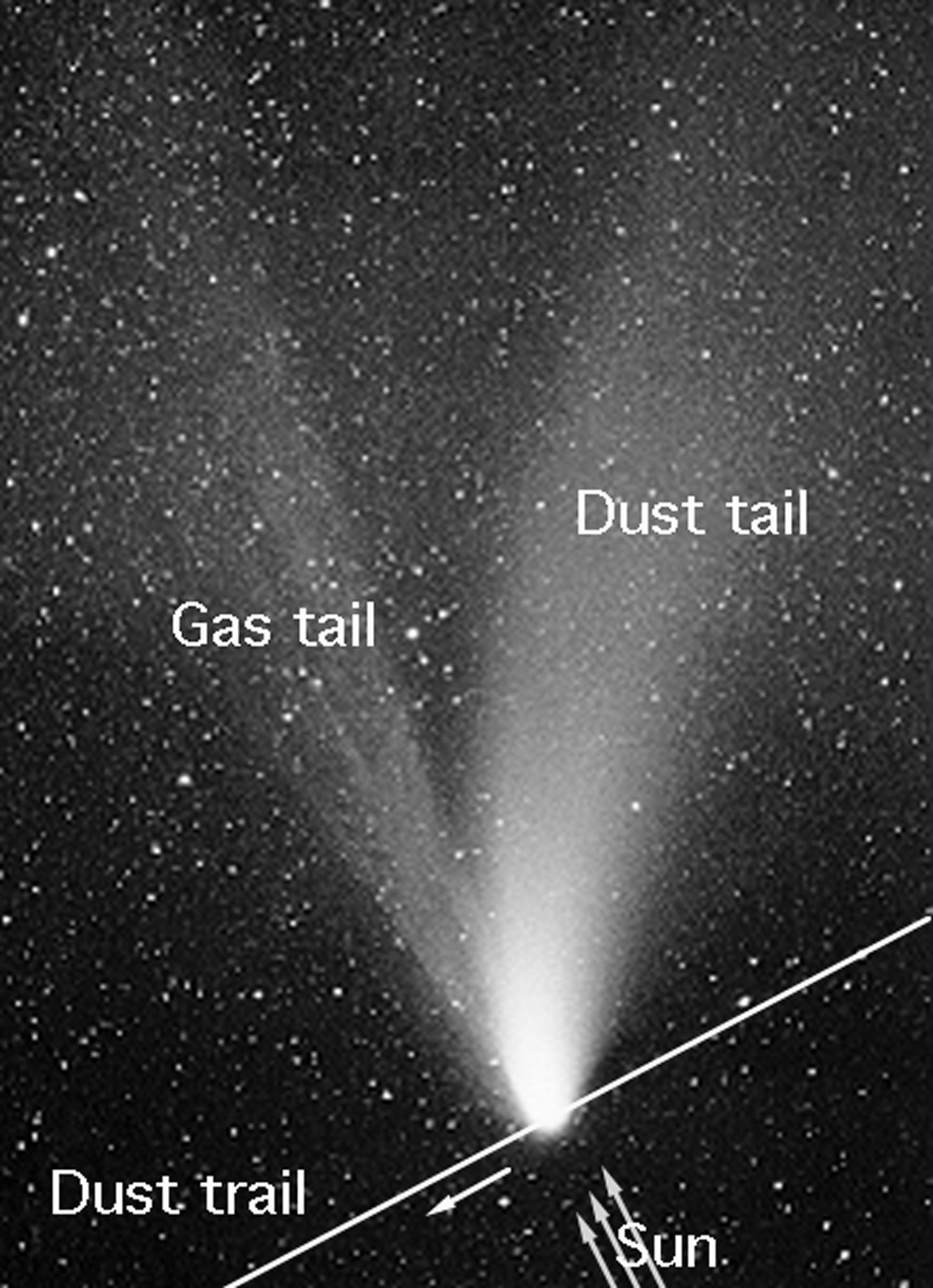
صورة تظهر ذيلي غاز وغبار يُخلفهما أحد المذنبات أثناء اقترابه من الشمس.

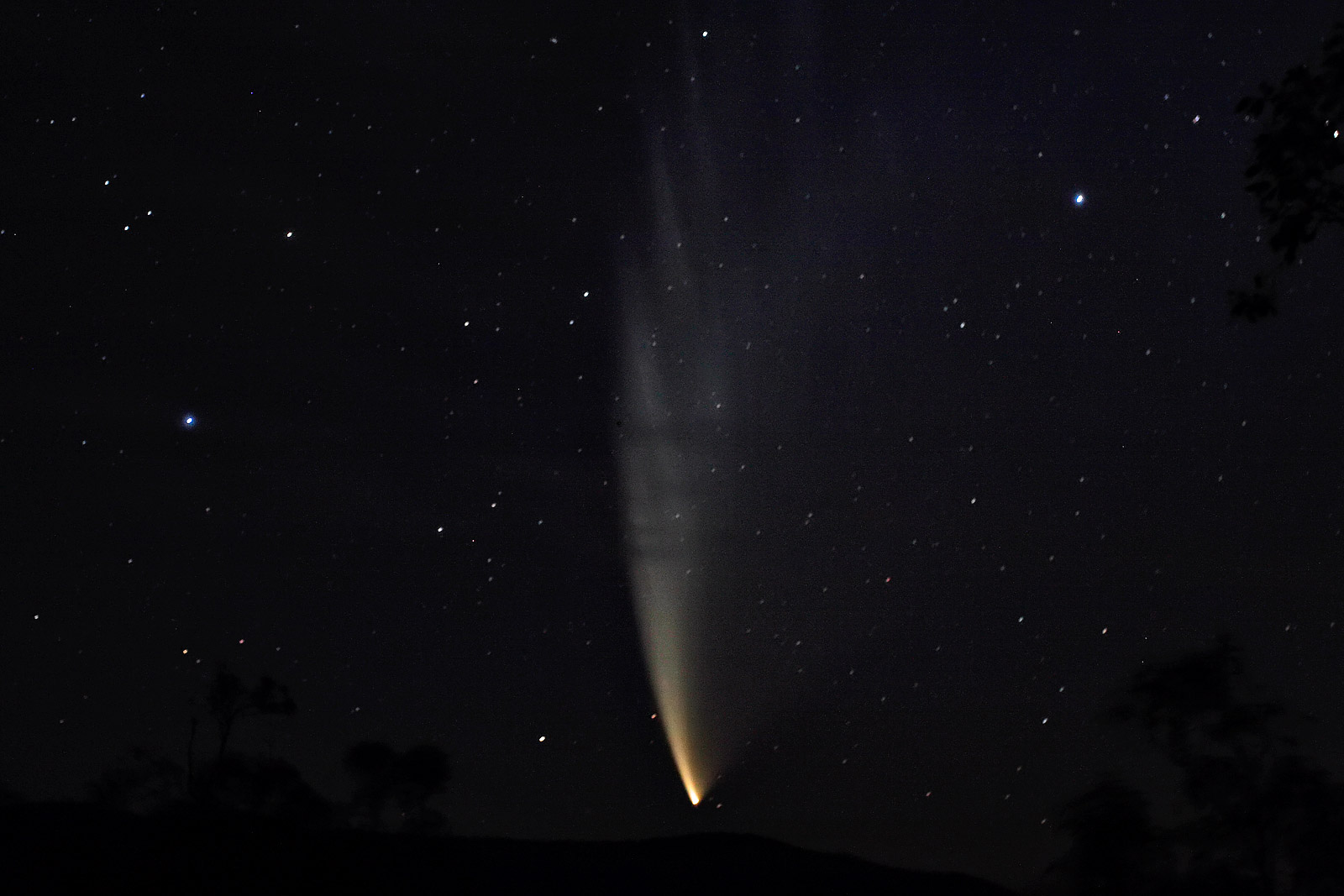
الذيل الطويل الذي خلفه مذنب مكناوت، أحد ألمع المذنبات في عام 2010.

يُضاء ذيل المذنب والذؤابة عن طريق الشمس، وربما يكونان مرئيّين من الأرض عندما يَمر المذنب عبر النظام الشمسي الداخلي، حيث يَعكس الغبار ضوء الشمس المباشر ويَضيء الغاز بسبب عملية التأين. معظم المذنبات خافتة جداً لكي ترى بدون مقارب، لكن القليل منها كل عقد تصبح لامعة كفاية لرؤيتها بالعين المجرّدة.
يُكوّن تيارا كل من الغبار والغاز ذيلاً خاصاً بهما، يتدليان في اتجاهين مختلفين قليلاً (مما يُعطي ذيلين للمذنب بدلاً من واحد). كثيراً ما يُكوّن ذيل الغبار الذي يُخلفه المذنب أثناء دورانه حول الشمس بهذه الطريقة ذيلاً منحنياً يُسمى «الذيل المضاد». وفي الوقت ذاته، يَكون الذيل المتأين المُكون من الغاز موجهاً دائماً بعيداً عن الشمس، لأنه يَتأثر بالرياح الشمسية بدرجة أكبر، فيَتبع خطوط المجال المغناطيسي للشمس بدلاً من انحناء مدار المذنب.
في حين أن قطر النواة الصلبة للمذنبات يَكون عادة أقل من 50 كم، فالذؤابة التي تولدها يُمكن أن تكون أكبر من الشمس، وقد رُصدت سابقاً ذيول غازٍ تمتد لوحدة فلكية كاملة أو أكثر حتى. ساهم رصد الذيول المضادة بشكل ملحوظ في اكتشاف الرياح الشمسية. فالغاز المتأين للذيل هو نتيجة للأشعة فوق البنفسجية التي تضرب الإلكترونات في الذؤابة وتقذفها بعيداً عن جسيماتها. وعندما يَحدث هذا وتتأين جُسيمات الذؤابة، يُكونون بلازما تقوم بدورها بتوليد غلاف مغناطيسي حول المذنب. ويُشكل المذنب ومجاله المغناطيسي المُتولد عقبة أمام جُسيمات الرياح الشمسية المُتدفقة. يَسير المذنب بسرعة فوق صوتية بالنسبة للرياح الشمسية، ولذا فتتكون صدمة انحناء بعكس اتجاه المذنب (أي أنها تحيط به وتمنع الرياح من التقدم). يَتكون في هذه الصدمة تركيز عالٍ للأيونات المُذنبية التي تتراكم وتحاول اختراق المجال المغناطيسي الشمسي بالبلازما. وتكون خطوط المجال المغناطيسي حول المذنب الذيل الغازي المتأين (وهذا مُشابه لكيفية تكون الأغلفة المغناطيسية الكوكبية).

## تكون الذيل

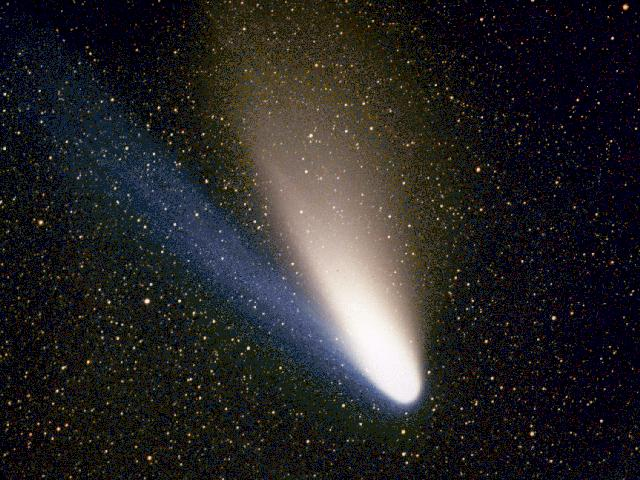
مذنب هيل-بوب ؛ صورة من يوم 11 مارس 1997

اتجاه ذيلي مذنب عند اقترابه من الشمس.

تبقى المذنبات مُتجمدة في النظام الشمسي الخارجي، ويَكون من الصعب جداً أو المستحيل حتى اكتشافها من الأرض بسبب حجمها الصغير. تم إعداد كشف إحصائي عن نوى (أنوية) المذنبات غير النشطة في حزام كايبر باستخدام أرصاد مقراب هبل الفضائي، لكن هناك شكوك حول هذا الكشف، ولم يَتم إثبات صحته بعد. عندما يَقترب مذنب من النظام الشمسي الداخلي، تتسبب أشعة الشمس بتخبر المواد المتطايرة ضمنه وبانفصالها عن النواة حاملة الغبار معها ومُشكلة ذيلاً خلف المذنب. وهكذا فإن ذيلي الغاز والغبار انفصلا عن غلاف جوي ضخم ورقيق للغاية حول المذنب يُسمى الذؤابة، وتتسبب حرارة أشعة الشمس وتدفق رياحها بتكون ذيل ضخم خلف المذنب.